# 2011 في لاتفيا
فيما يلي قوائم الأحداث التي وقعت خلال عام 2011 في لاتفيا.

## سياسة

### تعيين في المنصب
- 8 يوليو – أندريس برزينش رئيس لاتفيا.
- 17 أكتوبر – ريموندز فيجونس عضو في السايما ‏.
- 18 أكتوبر – سولفيتا أبولتيينا عضو في السايما ‏.
- 18 أكتوبر – فالديس دومبروفسكيس عضو في السايما ‏.
- 18 أكتوبر – فالديس زاتلرز عضو في السايما ‏.

### انتهاء فترة المنصب
- 1 يناير – ريموندز فيجونس وزير البيئة  [لغات أخرى]‏.
- 1 يناير – فالديس زاتلرز رئيس لاتفيا.
- 1 يوليو – أندريس برزينش عضو في السايما ‏.
- 17 أكتوبر – سولفيتا أبولتيينا عضو في السايما ‏.
- 17 أكتوبر – غونيتس أولمانيس عضو في السايما ‏.
- 3 نوفمبر – فالديس دومبروفسكيس عضو في السايما ‏.

## رياضة
- 1 يناير – الدوري اللاتفي الممتاز 2011 الفائز نادي فنتسبيلس.
- 1 يناير – كأس رابطة الدول المستقلة 2011 الفائز نادي كشله.

## وفيات

### فبراير
- 13 فبراير – انيس جونزم (مواليد 1932) رامية رمح لاتيفية.

### يونيو
- 8 يونيو – أناتول أبراغام (مواليد 1914) فيزيائي فرنسي.